# Жаров, Василий Андреевич
Васи́лий Андре́евич Жа́ров (10 сентября 1926, Титовка, Барнаульский округ, Сибирский край, РСФСР, СССР — 4 ноября 2018, Хабаровск) — бригадир судовых сборщиков Хабаровского судостроительного завода имени С. М. Кирова, Герой Социалистического Труда (1971). Почётный гражданин города Хабаровска.

## Биография
Родился 10 сентября 1926 года в селе Титовка Егреевского района Алтайского края. В 1937 году с семьёй переехал в Хабаровск.
Окончил неполную среднюю школу и ремесленное училище связи, с 1942 г. работал в Хабаровском линейно-техническом узле связи сменным линейным монтером. С ноября 1943 года служил в Амурской военной флотилии, участвовал в войне с Японией, в 1948—1950 гг. на Тихоокеанском флоте в г. Советская гавань.
Награждён орденом Отечественной войны II степени, «За победу над Японией», Жукова.
С 1950 г. после демобилизации работал на судостроительном заводе имени С. М. Кирова учеником судосборщика и судосборщиком, а затем с 1954 по 1981 год бригадиром бригады судовых сборщиков.
За достижение высокой выработки в 1966 году награждён орденом Трудового Красного Знамени. В 1971 году по итогам очередной пятилетки присвоено звание Героя Социалистического Труда.
В 1981 году с наступлением пенсионного возраста перешёл работать инструктором производственного обучения в базовое заводское СПТУ № 3. С 1992 года — на пенсии.
Умер в Хабаровске 4 ноября 2018 года.
10 сентября 2021 года в Хабаровске, на здании бывшего профессионального училища № 3 по улице Руднева, 45, открыли мемориальную доску Василию Жарову